# Potamobiont
Potamobiont – gatunek rzeczny, element potamonu, gatunek związany z potamalem, strefą rzeki, żyjący głównie w rzece, a w innych typach wód spotykany sporadycznie i przypadkowo (np. w strumieniach, jeziorach). Przykładem potamobiontów są chruściki z rodziny Hydropsychidae (m.in. Hydropsyche contubernalis), oraz gatunki takie jak Lepidostoma hirtum, Potamophylax latipennis, Potamophylax rotundipennis.